# Горбунова, Ольга Александровна
О́льга Алекса́ндровна Горбуно́ва (бел. Вольга Аляксандраўна Гарбунова; род. 7 мая 1981 года, Белорусская ССР, СССР) — белорусская активистка, феминистка, борец за права жертв насилия и представителей уязвимых социальных групп, бывшая политзаключенная; представительница Объединенного переходного кабинета Беларуси по социальной политике; бывшая руководительница общественной организации «Радислава».

## Общественная деятельность
В 2003 году Ольга, обладая психологическим образованием, стала волонтеркой горячей линии ОО «Радислава». Позднее Ольга стала руководительницей организации.
Вместе с командой «Радиславы» Ольга Горбунова выступала за принятие в Беларуси специального закона о предотвращении домашнего насилия. В 2018 году в интервью изданию «Рэспубліка» Ольга говорила:
Дела, которые касаются темы домашнего насилия, должны быть публичного характера, чтобы обвинителями могли выступать и общество, и государство в лице прокурора. Новый закон должен быть универсальным и защищать любую жертву домашнего насилия вне зависимости от возраста, пола, места жительства, наличия тех или иных заболеваний. Причем документ должен содержать реальные меры помощи.Ольга Горбунова, Журнал «Рэспубліка» .
Однако концепция законопроекта «О противодействии домашнему насилию», разработанная МВД, встретила резкую критику со стороны Александра Лукашенко и работа над ней была приостановлена.
В 2016 Ольга с единомышленницами впервые организовали в Беларуси флешмоб One Billion Rising в рамках международной кампании, которая существует с 2012 года: люди, выступающие против насилия в отношении женщин, танцуют по всему миру 14 февраля, в День влюбленных, чтобы напомнить о проблеме, выразить солидарность и ощутить сплоченность.
В 2018 году Ольга анонсировала создание социального кафе NORM, в котором могли бы обучаться и трудоустраиваться девушки и женщины, пострадавшие от насилия. Впоследствии проект был заморожен из-за трудностей с финансированием и вопросов безопасности.

### В эмиграции
26 декабря 2022 года Ольга Горбунова была назначена представительницей по социальной политике Объединенного переходного кабинета Беларуси.
29 июля 2023 года по инициативе Ольги в белорусских медиа был организован марафон солидарности «Нам не всё равно!» (белор. «Нам не ўсё адно!»), целью которого был сбор средств для белорусских политических заключенных и их семей. За это время было собрано более 574 тысяч евро.
30 октября 2023 года представительство по социальной политике, возглавляемой Ольгой Горбуновой, запустило информационно-консультационную службу «Одно окно», куда белорусы могут направлять запросы на бесплатную помощь юридического, медицинского, психологического и финансового характера.

## Политическое преследование
В сентябре 2020 года Горбунову неоднократно задерживали на акциях протеста в Минске, которые проходили после президентских выборов 9 августа. 19 сентября Ольгу отпустили из РУВД. 26 сентября она была вновь задержана и удерживалась в изоляторах до суда: 28 сентября ей назначили штраф в размере 20 базовых величин по ст. 23.34 КоАП («Нарушение установленного порядка проведения собрания, митинга, уличного шествия, демонстрации, пикетирования, иного массового мероприятия»).
9 ноября 2021 года Горбунова была задержана как подозреваемая в совершении преступления по ст. 342 УК РБ («Организация либо активное участие в групповых действиях, грубо нарушающих общественный порядок»). Ольгу поместили в ИВС ГУВД Мингорисполкома (известный как «Окрестина»), где она около двух недель держала голодовку, протестуя против задержания и условий содержания. Начала выходить из голодовки, только когда администрация изолятора предоставила ей матрас, необходимые лекарства, а также сняла запрет на получение передач.
11 ноября 2021 года Ольга Горбунова была признана политической политзаключенной. Некоммерческий проект Index of Censorship опубликовал несколько писем Ольги из заключения.
В середине декабря правозащитникам стало известно, что Ольгу Горбунову обвиняют по двум статьям УК РБ: ч.1, 2 и 3 ст. 293 и ч.1 и 2 ст. 342. Пока Ольга находилась в СИЗО, ее отец умер. Администрация изолятора отказала в возможности присутствовать на похоронах.
5 мая 2022 года в суде Советского района началось рассмотрение дела. 6 мая суд постановил признать Ольгу Горбунову виновной в организации и подготовке действий, грубо нарушающих общественный порядок, по ч. 1 ст. 342 Уголовного кодекса и наказать ограничением свободы без направления в учреждение открытого типа сроком на три года. Активистку освободили из-под стражи в зале суда.
В августе 2022 года Ольга Горбунова покинула Беларусь.
4 ноября 2022 года МВД Беларуси включило Ольгу Горбунову в «Перечень лиц, причастных к экстремистской деятельности».

## Личная жизнь
В интервью журналу «Имена» 2018 года Ольга рассказывала, что тема домашнего насилия коснулась ее лично:
У меня были замечательные родители, сестра. Мы всегда вместе садились ужинать, ходили в гости. Но случилось страшное. Помню, как мы с сестрой защищали маму, нам тоже доставалось от отца. Как вызывали милицию… Милиция ничем не помогала <...> Назвать происходящее домашним насилием язык не поворачивался. Казалось, только в моей семье происходят такие ненормальные вещи. А о ненормальном надо молчать. Так я думала.Ольга Горбунова, Журнал «Имена» .

## Награды
В 2022 году Горбуновой была присуждена премия Front Line Defenders для защитников прав человека, находящихся в опасности. Анонсирование награды было отложено до декабря 2022 года в целях безопасности, так как Горбунова оставалась в Беларуси во время последней церемонии награждения 27 мая 2022 года. Официально награду вручили 9 декабря в Вильнюсе. Эндрю Андерсон из Front Line Defenders назвал эту награду признанием заслуг Горбуновой за ее многолетние усилия в области защиты прав женщин и детей в Беларуси.

## Творчество
В марте 2021 года в минский прокат вышел фильм «WOMAN» (режиссеры — Анастасия Микова и Ян Артюс-Бертран), в съемках которого принимали участие 6 женщин из Беларуси, в том числе — Ольга Горбунова.
Очень важно, чтобы женские истории не затирались <...> На протяжении долгих лет мы видели, как женские имена забываются и игнорируется. Возьмем хотя бы учебник по истории Беларуси — много ли там историй о женщинах? Думаю, что очень важно давать голоса тем, у кого право голоса появилось позже, чем у мужчин. Работа над “WOMAN”  — как раз про это.Ольга Горбунова, интернет-портал «Еврорадио» .
В мае 2021 года на YouTube был опубликован короткометражный документальный фильм «Мы были на своем месте» (режиссеры — Барт Сташевский и Ник Антипов), в котором ЛГБТ+ персоны рассказывают о том, «каково быть ЛГБТ+ людьми и бороться за равные права в стране, где происходит революция». Одной из героинь фильма стала Ольга Горбунова. «В тот момент, когда все борются за “общую” абстрактную свободу, никто не будет бороться за твою свободу кроме тебя», — говорит она о своем решении участвовать в шествиях с радужными флагами на протестах 2020 года в Беларуси.